# Acroneuria prolonga
Acroneuria prolonga és una espècie d'insecte plecòpter pertanyent a la família dels pèrlids que es troba a Nord-amèrica: Louisiana.